# Francis Wyatt
Sir Francis Wyatt (* 1588; † August 1644) war ein britisch-amerikanischer Politiker und Siedler.

## Leben
Wyatt war der Sohn des George Wyatts und Enkel des Thomas Wyatts, dem Anführer der Wyatt-Verschwörung. 1603 schrieb er sich bei der St Mary Hall der University of Oxford und ein Jahr später an Gray’s Inn ein. 1618 wurde er zum Knight Bachelor geschlagen und heiratete Margaret Sandys. Ihre Onkel Edwin Sandys und George Sandys waren einflussreiche Kolonialbeamte bei der Virginia Company of London, die die Colony of Virginia in der Neuen Welt leitete.
Auf Empfehlung des Earl of Southampton wurde Wyatt 1621 als Nachfolger George Yeardleys zum Gouverneur dieser Kolonie ernannt. Kurz nach seiner Ankunft im Spätherbst 1621 ereignete sich im Frühling 1622 das Jamestown-Massaker, bei dem Krieger der Powhatan-Konföderation mehr als 300 Kolonisten töteten. Ihr Ziel war wohl die Verdrängung der Kolonisten aus Virginia. Wyatt gab einige der umliegenden Siedlungen auf und führte einige Rachefeldzüge. König Jakob I. reagierte damit, Virginia 1624 zu einer Kronkolonie umzuwandeln. 1626 kehrte Wyatt nach England zurück.
Seine zweite Amtszeit als Gouverneur von Virginia begann 1639 und endete 1642. Nachdem er noch im Staatsrat diente, kehrte er 1643 erneut nach England zurück. Dort starb er 1644.